# Антоніо Сівера
Антоніо Сівера (ісп. Antonio Sivera, нар. 11 серпня 1996, Шабія) — іспанський футболіст, воротар клубу «Алавес».
Виступав, зокрема, за клуб «Валенсія Месталья», а також молодіжну збірну Іспанії.

## Клубна кар'єра
Антоніо Сівера народився 11 серпня 1996 року в місті Шабія. Вихованець юнацьких команд футбольних клубів «Аліканте», «Еркулес».
У дорослому футболі він дебютував у 2013 році, виступами за команду «Валенсія Месталья», в якій провів чотири сезони, взявши участь у 44 матчах чемпіонату. 
До клубу «Алавес» приєднався в 2017 році, підписавши з ними повноцінний контракт. Станом на 2 грудня 2018 року відіграв за баскський клуб 3 матчі в національній першості.

## Кар'єра в збірній
В 2014 році Антоніо Сівера дебютував у складі юнацької збірної Іспанії. Йому вдалося закріпитися в основі команди, відтак Антоніо взяв участь в 11 іграх юнацької збірної країни.

## Статистика виступів

### Статистика клубних виступів
| Сезон             | Команда           | Чемпіонат         | Чемпіонат | Чемпіонат | Національний кубок | Національний кубок | Національний кубок | Континентальні кубки | Континентальні кубки | Континентальні кубки | Інші змагання | Інші змагання | Інші змагання | Усього | Усього |
| Сезон             | Команда           | Ліга              | Ігор      | Голів     | Ліга               | Ігор               | Голів              | Ліга                 | Ігор                 | Голів                | Ліга          | Ігор          | Голів         | Ігор   | Голів  |
| ----------------- | ----------------- | ----------------- | --------- | --------- | ------------------ | ------------------ | ------------------ | -------------------- | -------------------- | -------------------- | ------------- | ------------- | ------------- | ------ | ------ |
| 2017–18           | Депортіво Алавес  | ПД                | 0         | -0        | КІ                 | 6                  | -4                 | -                    | -                    | -                    | -             | -             | -             | 6      | -4     |
| Усього за кар'єру | Усього за кар'єру | Усього за кар'єру | 0         | -0        |                    | 6                  | -4                 |                      | -                    | -                    |               | -             | -             | 6      | -4     |

### Статистика виступів за збірну
| Дата       | Місто     | Господарі         | Результат | Гості             | Турнір                             | Голи | Примітки |
| ---------- | --------- | ----------------- | --------- | ----------------- | ---------------------------------- | ---- | -------- |
| 1-9-2017   | Толедо    | Іспанія           | 3 – 0     | Італія            | Товариський матч                   | -    | 45'      |
| 5-9-2017   | Таллінн   | Естонія           | 0 – 1     | Іспанія           | Кваліфікація молодіжного Євро-2019 | -    |          |
| 22-3-2018  | Портадаун | Північна Ірландія | 3 – 5     | Іспанія           | Кваліфікація молодіжного Євро-2019 | -3   |          |
| 11-9-2018  | Альбасете | Іспанія           | 1 – 2     | Північна Ірландія | Кваліфікація молодіжного Євро-2019 | -2   |          |
| 14-11-2018 | Логроньо  | Іспанія           | 4 – 1     | Данія             | Товариський матч                   | -1   |          |
| Усього     |           | Матчів            | 5         |                   | Голів                              | -6   |          |

## Досягнення
Збірна Іспанії (до 19 років)
- Чемпіон Європи (до 19 років): 2015

Збірна Іспанії (до 21 року)
- Чемпіон Європи (до 21 року): 2019